# اتحادیه بین‌المللی مخابرات
اتحادیهٔ بین‌المللی مخابرات(به انگلیسی: International Telmunication Union)(اختصاری آی‌تی‌یو) یک سازمان بین‌المللی وابسته به سازمان ملل متحد است. این اتحادیه دومین اتحادیهٔ قدیمی پس از کمیسیون راین است. این اتحادیه وظیفهٔ قانون‌گذاری و نیز مدیریت فضای فرکانسی، تدوین استانداردهای تبادل داده و اطلاعات و همچنین کمک به رشد و توسعهٔ ارتباطات در سراسر جهان را بر عهده دارد. مقر این سازمان د‌ر ژنو، سوئیس است.

پنج منطقهٔ اداری اتحادیهٔ بین‌المللی مخابرات:
آمریکا
اروپای غربی
اروپای شرقی و آسیای شمالی
آفریقا
آسیا و استرالیا

## تاریخچه
در سال ۱۸۶۵ پس از اختراع تلگراف حدود بیست کشور اروپایی نهادی را تحت عنوان اتحادیهٔ بین‌المللی تلگراف تأسیس نمودند که نخستین مقررات بین‌المللی ارتباطات راه دور (مخابرات) در آن به تصویب رسید.
این اتحادیه پس از کنفرانسی جهانی در مادرید اسپانیا به اتحادیهٔ بین‌المللی ارتباطات راه دور (مخابرات) یا همان ITU تغییر نام داد. پس از تأسیس سازمان ملل متحد، در سال ۱۹۴۵، آی‌تی‌یو به نهادی وابسته به این سازمان تبدیل شد.

## اجزا

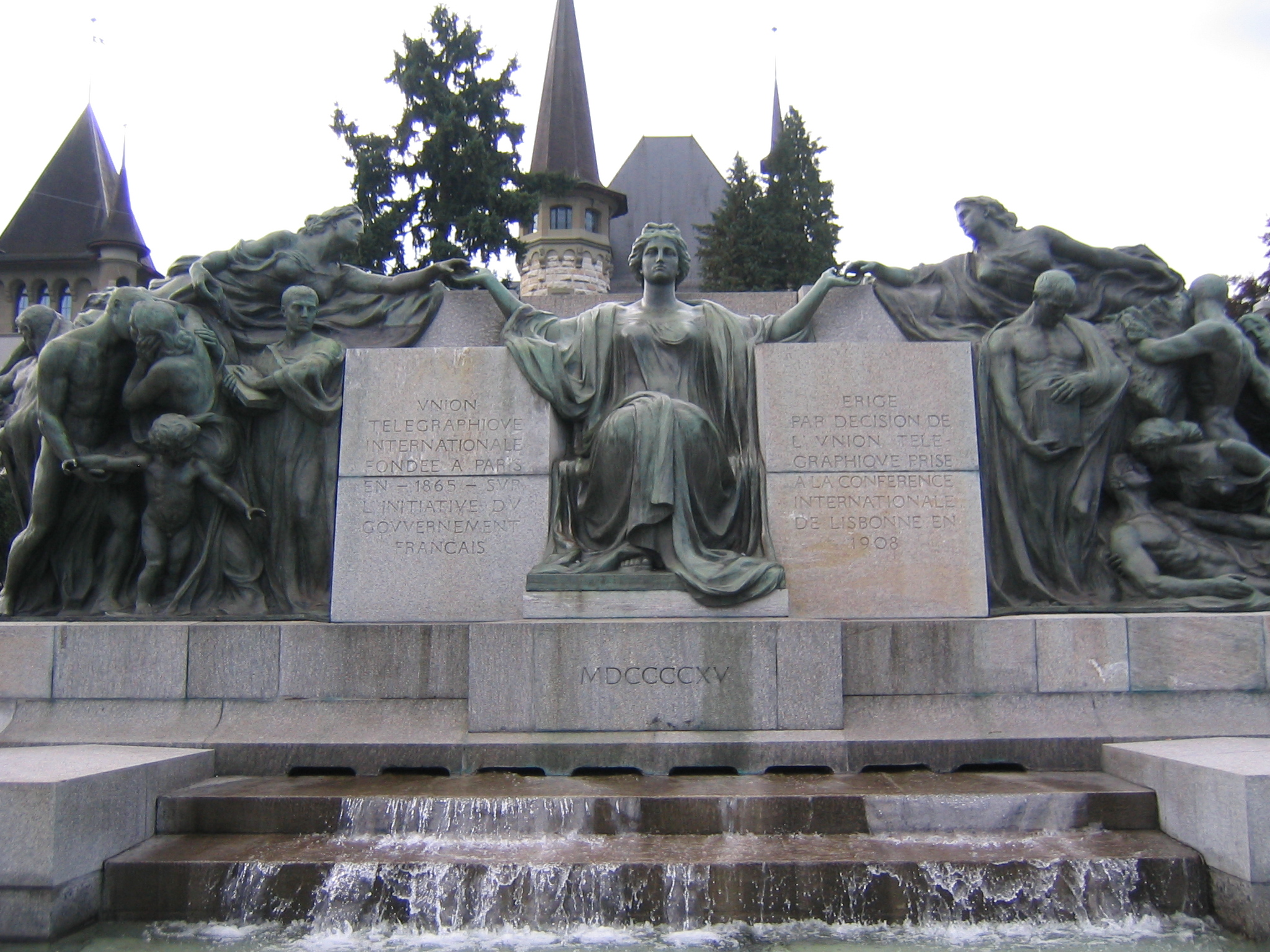
بنای یادبود در برن سوئیس در پایین بنا این نوشته دیده می‌شود: «Union Télégraphique Internationale fondée à Paris en 1865 sur l'initiative du gouvernement français. Érigé par décision de l'Union Télégraphique prise à la conférence internationale de Lisbonne en 1908.» (به فارسی: اتحادیهٔ بین‌المللی تلگراف در ۱۸۶۵ در پاریس به ابتکار دولت فرانسه تأسیس شد. این بنای یادبود با تصمیم اتحادیهٔ تلگراف در کنفرانس بین‌المللی لیسبون در سال ۱۹۰۸ ایجاد شد)

ITU از سه بخش تشکیل شده‌است:
- بخش استانداردسازی مخابرات (ITU-T)
- بخش مخابرات رادیویی (ITU-R)
- بخش توسعهٔ مخابرات (ITU-D)

## ریاست اتحادیه
ریاست بخش ارتباطات رادیویی توسط کنفرانس مجمع عمومی چهارسالانهٔ آی‌تی‌یو انتخاب می‌شود. ریاست این بخش، افزون‌بر مسئولیت هماهنگی بین زیربخش‌های مختلف، به‌طور مستقیم مسئولیت ادارهٔ دفتر ارتباطات رادیویی را نیز بر عهده دارد.